# Убунту теологија
Убунту теологија је јужноафричко хришћанско схватање афричке убунту филозофије која препознаје човечност особе кроз однос те особе са другим особама. Најпознатија је кроз списе англиканског архиепископа Дезмонд Туту, који је, црпећи из своје хришћанске вере, теологизовао убунту кроз модел опроштаја у коме се људско достојанство и идентитет црпе из слике Божје. Људска бића су позвана да буду особе јер су створена по слици Божјој.

## Позадина
Идеја убунтуа је одувек постојала у усменим културама Јужне Африке, али изгледа да постоје три значајна развоја у њеној примени на народе Јужне Африке који су је учинили драгом ширем свету. Први развој може се пратити до појаве концепта у штампи око 1846. године, када је концепт усвојен као постколонијални термин који се користи у вези са повратком афричког достојанства након дехуманизације од стране колонизације. Постао је, дакле, концепт за потврђивање и истицање осећаја припадности народа Јужне Африке за разлику од њихових колонијалних дефиниција и дехуманизација.
Иако је термин убунту дуго постојао у зимбабвеанском контексту, друга фаза његовог развоја може се уочити у 1990-им годинама када је термин стекао истакнутост усред преласка Јужне Африке са режима апартхејда на снажнију демократију која је укључивала све расе. Сипхамандла Зонди каже да је изрека "ја јесам јер ти јеси" постала доктрина убунтуа која је променила политички пејзаж Јужне Африке од колонијалног хуманизама одвојених раса до деколонизованог заснованог на обнови истинског хуманизма.
Трећа фаза је била специфично теолошка: то је био покрет убунтуа од афричке филозофије засноване на афричким вредностима заједнице и сродства до хришћанских вредности и идентитета са створитељем Богом. Овај покрет су значајно промовисали Дезмонд Туту и други јужноафрички теолози у контексту опоравка Јужне Африке од болова и сломљености апартхејда. Ови теолози су усидрили убунту у хришћанским идеалима опроштаја и помирења као даровима од Бога критичним за мирно заједничко суживот.
Туту, као председник Комисије за истину и помирење Јужне Африке између 1996. и 1998. године, и полазећи од премисе вере, теологизује концепт убунтуа усидравајући га изван заједнице у Бога кроз библијску категорију имаго деи. Туту види све сфере живота у односу на Бога и све човечанство као створено по слици Божјој. То резонује да би разумевање створености свих људи по Божјој слици довело до потврђивања достојанства једни других.

## Опис
Дезмонд Туту користи описне речи да говори о убунтуу интимно га везујући унутар хришћанских принципа доброте. Он описује особу верну убунтуу као ону која је "великодушна, гостољубива, пријатељска, брижна и саосећајна". Он то каже као стање у коме је нечија "човечност ухваћена и нераскидиво везана" у другима. Туту каже о убунтуу "ја сам човек јер припадам, учествујем, делим". У овом облику, Тутуово коришћење убунтуа је концепт "ја јесам јер ми јесмо" који подстиче особу на одговорности заједничког добра и чини да неко проналази своје добро само у заједничком добру.
Теологија убунтуа је дубоко укорењена у афричкој духовности – духовности која је централна за живот и трансформише све људске односе. Као што потврђује Сузан Мембе-Метале, убунту је духовност која омогућава узајамно дељење и задовољство и илустрована је у библијском извештају о ученицима који деле све што су имали једни са другима тако да никоме ништа није недостајало (Дела апостолска 4:32–35).
Убунту теологија потврђује интеракцију и однос међу особама у коме се свачија човечност препознаје и потврђује. То је филозофија помирења и опроштаја која изражава "поштовање према достојанству особе без обзира на то шта је та особа учинила". У овој теологији и идеологији, Туту тражи обновљену правду наспрам казнене правде да би дао прилику за исцељење и угњетаних и угњетавача као деце Божје.

## Теолошка основа
Убунту теологија се заснива на унутрашњој вредности појединаца и њихових односа унутар заједница, тако мешајући афричку културу и библијско учење. Фаустин Нтамушобора сматра да је овај осећај заједнице подржан Павловим објашњењем у 1. Коринћанима 12:12–31, у коме апостол расправља о јединству у разноликости.
Убунту промовише идеју да су људи истински људи само у заједницама у пуном изражавању киноније и проналази најбољу манифестацију овога у цркви, која је простор у коме се живот у односу на Бога и према свом ближњем негује богослужењем и заједништвом.
Убунту препознаје човечност свих као створених по слици Божјој, чинећи тако имаго деи суштином идентитета човечанства. Основа имаго деи убунтуа одређује човечност и ускраћује било коме или било којој институцији право да одлучује о супериорности или инфериорности другог.

## Критике
Мајкл Батл је тврдио да се убунту теологија превише заснива на заговарању личности Дезмонда Тутуа и јужноафричког друштва. То је зато што је Тутуов утицај као духовни вођа и председник Комисије за истину и помирење у Јужној Африци дао му моћ да уведе и спроведе идеологију која је говорила о добру и црне и беле расе.
Моли Мањонганисе сматра да убунту теологија, како је првобитно развијена, није родно инклузивна. Као идеологија која стиче широку афричку прихватљивост, теолози су изразили забринутост због недостатка родне инклузивности у дискурсу убунтуа посебно са патријархалним друштвима Африке где се идентитет особе одређује мушкарцем.
Џон В. де Грачи је изјавио да је убунту теологија углавном еклесио-центрична јер се црква види као једино место за неговање и процват заједничких односа. У овој позицији, убунту се не види да довољно интегрише тоталитет и разноликост стварања.
Невил Карл је изјавио да постоји много дефиниција убунтуа. Све оне указују на човечност потребну од појединца и препознавање бића друге особе. Мало се односе на добровољну природу те човечности и препознавања, нити проширују хоризонте да укључе не само нечију производњу, већ и нечија производна средства; чак и нечији живот. Да би убунту био убунту, слободна воља давања те љубави према свом ближњем је најважнија – "Овако знамо шта је љубав. Исус Христос је положио свој живот за нас. И ми треба да положимо своје животе за своју браћу и сестре" (1. Јованова 3:16).
Штавише, убунту теологија говори специфично о мултирасном помирењу јужноафричког изазова. На овај начин, то је чисто контекстуална теологија. Јер док обновљена правда може радити унутар јужноафричког контекста, постоје забринутости да ли се правда фундаментално постиже ако се питања не расправљају адекватно.